# Бахметьєв Ігор Олександрович
Ігор Олександрович Бахметьєв (нар. 3 січня 1967, Харків, УРСР) — радянський та український футболіст та тренер, виступав на позиції півзахисника.

## Кар'єра гравця
Вихованець харківського спортінтернату, перший тренер — А. М. Панов. У дорослому футболі розпочинав грати в командах другої ліги чемпіонату СРСР «Океан» (Керч) і «Маяк» (Харків). У складі «Маяка» провів понад 100 матчів.
У 1993 році виїхав до Росії, де продовжив виступи в командах другої ліги «Металург» (Липецьк) і «Спартак» (Тамбов). Деякий час провів у Фінляндії, в команді «Ювяскюля».
У 1999 році повернувся в Україну. Грав у команді СК «Миколаїв», де 3 квітня 1999 року в поєдинку проти маріупольського «Металурга» дебютував у вищій лізі чемпіонату України. У Миколаєві провів чотири сезони, неодноразово виводив команду на поле з капітанською пов'язкою.
У 2003 році перейшов у харківський «Газовик-ХГВ». Разом з командою пройшов шлях з аматорських змагань до другої ліги чемпіонату України. Завершив кар'єру в 2005 році.

## Кар'єра тренера
По завершенні кар'єри гравця розпочав тренерську діяльність. У першій половині листопада 2007 року працював виконувачем обов'язків головного тренера харківського «Газовика-ХГВ». З 2009 року працював у тренерському штабі харківського «Арсеналу-2». На даний час працює дитячим тренером у клубі «Схід» (Харків).